# Saint-Mard (Aisne)
Saint-Mard ist eine französische Gemeinde mit 116 Einwohnern (Stand: 1. Januar 2022) im Département Aisne in der Region Hauts-de-France (frühere Region: Picardie). Die Gemeinde gehört zum Arrondissement Soissons, zum Kanton Fère-en-Tardenois und zum Gemeindeverband Val de l’Aisne. Sie ist Trägerin des Croix de guerre 1914–1918.

## Geographie
Die Gemeinde Saint-Mard liegt rund 18 Kilometer östlich von Soissons und südlich der Aisne, die von Seitenkanal Canal latéral à l’Aisne flankiert wird. Zur Gemeinde zählt der Ortsteil Le Rhue. Nachbargemeinden von Saint-Mard sind Soupir im Norden, Pont-Arcy, Viel-Arcy im Osten, Dhuizel im Südosten, Courcelles-sur-Vesle im Süden sowie Cys-la-Commune im Westen.

## Geschichte
Bis zum Ersten Weltkrieg, in dem die Gemeinde erhebliche Schäden erlitt, wurde sie vom Meterspurnetz der Chemins de fer de la Banlieue de Reims bedient.

### Bevölkerungsentwicklung
| Jahr                       | 1962 | 1968 | 1975 | 1982 | 1990 | 1999 | 2006 | 2012 | 2022 |
| Einwohner                  | 111  | 123  | 104  | 81   | 87   | 113  | 120  | 107  | 116  |
| Quellen: Cassini und INSEE |      |      |      |      |      |      |      |      |      |

## Sehenswürdigkeiten
- Die 1918 und 1940 beschädigte Kirche Saint-Médard aus dem 13. Jahrhundert, 1920 als Monument historique klassifiziert (Base Mérimée PA00115903), unter anderem mit Grabdenkmal des Léon Rostan
- Merowingisches Kreuz am Ortsausgang
- Zwei frühere Waschhäuser
- Früher bewohnte Höhlen auf der Höhe

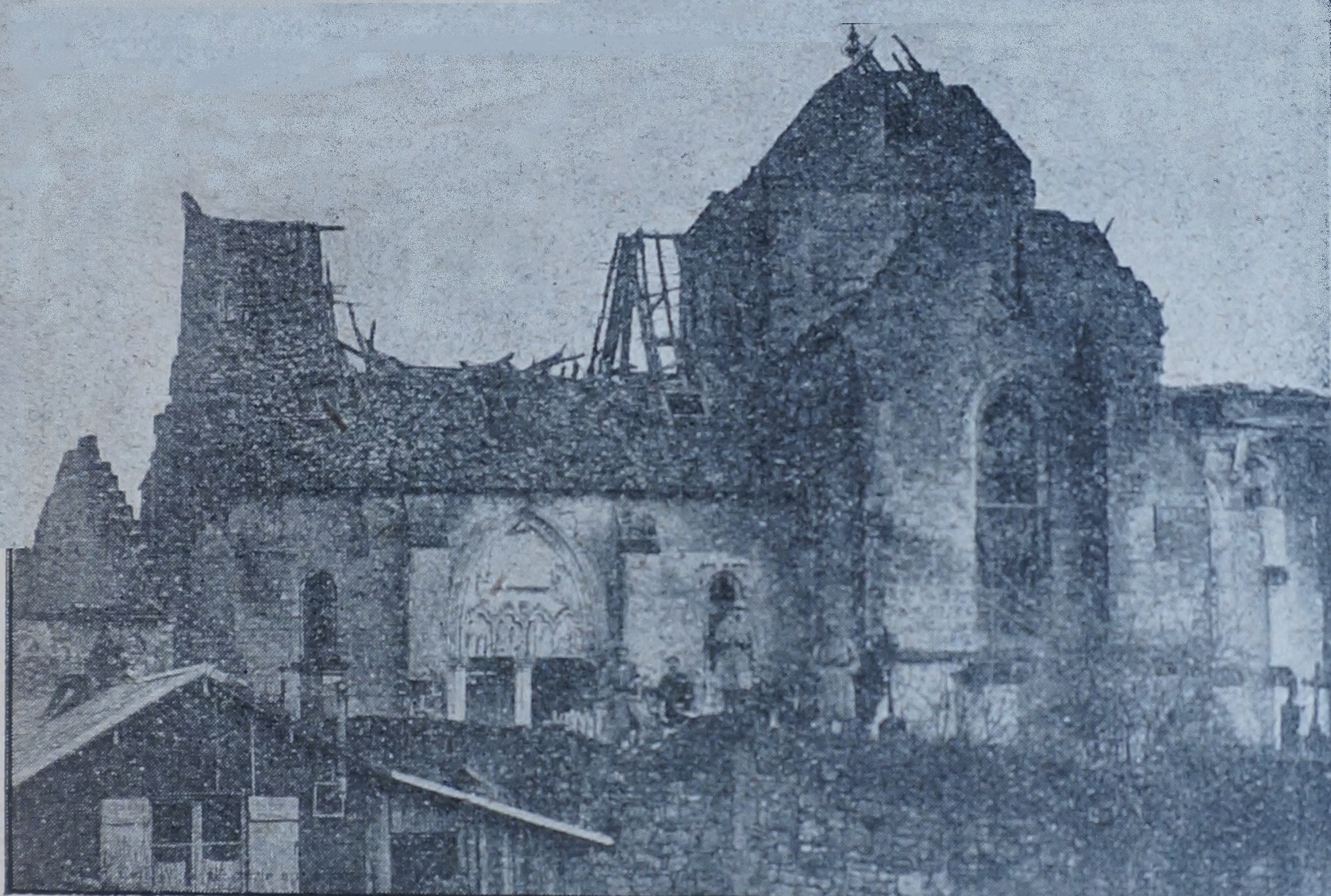
Zerstörungen an der Kirche im Ersten Weltkrieg